# Asleep.
Asleep. ist eine Schweizer Indie-Rock-/Alternative-Band aus Zürich, die seit 1999 besteht.

## Geschichte
Die Band um Fabio Andres, Marius Lapagna und Patrik Schmid spielte ab Herbst 1999 Konzerte. Ihr Debütalbum The Good Things war 2005 die erste Veröffentlichung des Schweizer Independent-Labels kuenschtli.ch. Die Band ist vornehmlich in der Schweiz bekannt, war aber auch in Österreich und Zypern auf Tour.
Für die Cover-Artworks der Band ist seit dem Album The Good Things Stephan Walter verantwortlich, der unter anderem auch am Cover des Albums Everything That Happens Will Happen Today von David Byrne und Brian Eno als Illustrator mitgearbeitet hat. Besondere Beachtung fand die Gestaltung und Verpackung des Albums In The Village Though We Make Up Numbers For Cities..., welches mit einem grossen A2-Faltposter auffiel. Das Album wurde an Konzerten und auf der Strasse zu einem Preis verkauft, welchen die Käuferinnen selber bestimmen konnten.
Der Schweizer House-DJ DJ Antoine hat den Song Move von Asleep. auf seinem Compilation-Album Jealousy als Remix veröffentlicht. Die Compilation belegte im Mai und Juni 2007 für sieben Wochen den ersten Platz der offiziellen Compilation-Charts in der Schweiz. Zudem wurden Songs von Asleep. von Künstlern und Bands wie Acapulco Stage Divers, Evelinn Trouble und Ian Constable gecovert.
Das dritte Studioalbum Igloo erschien im Februar 2014. Angekündigt wurde das Album mit der ersten Single Igloo II zusammen mit einem Aufsehen erregenden Videoclip des Regisseurs Piet Baumgartner, welcher von m4music anlässlich der Solothurner Filmtage 2015 auf die Shortlist für den Best Swiss Video Clip aufgenommen wurde.
Am 26. Juli 2014 beendeten Asleep. die Igloo-Tour anlässlich des Stadtsommers 2014 mit einem karriereumspannenden Marathon-Konzert auf der Bäckeranlage in Zürich. Sie wurden dabei von Mitmusikerinnen wie u. a. Th. Hoffmann, Skor, Anna Känzig und Domi Chansorn begleitet.
Im Spätsommer 2017 wurde eine neue Promotionsfotografie über Social Media veröffentlicht, mit der bekannt gegeben wurde, dass Asleep. mit dem Label Sailing for Peace eine Partnerschaft eingegangen sind.

## Diskografie
- 2003: The Late Camel EP (Eigenvertrieb)
- 2005: The Good Things (kuenschtli.ch)
- 2006: EP 2006 (kuenschtli.ch)
- 2008: In the Village Though We Make Up Numbers for Cities... (kuenschtli.ch)
- 2011: For Lack of Space EP (kuenschtli.ch)
- 2014: Igloo (kuenschtli.ch)